# ロート＝ヴァイス＝ロート

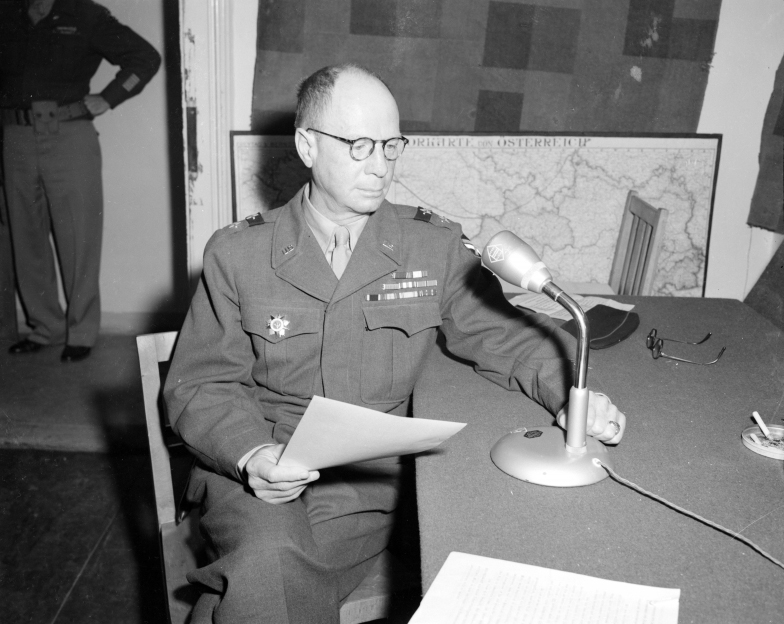
開局の挨拶をするウォルター・M・ロバートソン

ロート＝ヴァイス＝ロート (Rot-Weiß-Rot、略称RWR) は、第二次世界大戦後のアメリカ統治下におけるオーストリアのラジオ局。1945年6月6日から1955年7月27日まで存続した。名称（赤・白・赤 の意）はオーストリア国旗のナショナルカラーに由来する。

## 開局
Hier ist der österreichische Sender Rot-Weiß-Rot「ここはオーストリアの送信機、ロート＝ヴァイス＝ロートです」このアナウンスによりRWRの放送は開始された。ここでアメリカ軍少将のウォルター・メルヴィル・ロバートソンは「この放送はオーストリア人を知識人にするために役立つかもしれません。」と述べた。歴代局長は次の通りである。
- 1945年 - Hans Cohrssen
- 1946年 - Ernst Haeusserman
- 1948年 - Josef Sills, W. Stuart Green
- 1951年 - William Stricker
- 1952年 - Harry J. Skornia
- 1953年 - Fred G. Taylor

## 放送グループ

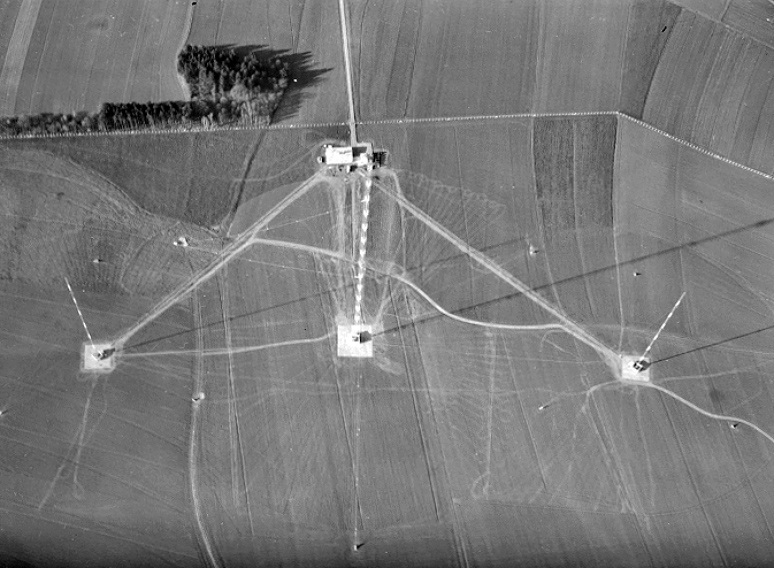
上空から見たクロンシュトルフの送信機

RWRはザルツブルクで開局したのち、1945年11月にあらたに放送を開始したウィーンに拠点を移した。 はじめ、軍の中波送信機はカーレンベルクのスルツヴィーゼに置かれていたが、この地はソビエトの占領地域の国境にあったため、グリンツィンクに移された。同様に、戦火の被害を受けなかったザルツブルクのメンヒスベルクと、リンツのフラインベルク送信機も使用された。さらに、1951年にはソビエトの占領地区のためにシュタインホーフのヴィルヘルミネンベルク（現在の ガリツィンベルク）に強力な送信機が設置され、オーバーエスターライヒ州のクロンシュトルフには、3本の支柱の上に指向性アンテナを備えるクロンシュトルフ送信機が建てられた。この送信機の3本の支柱のうち中央のものは高さが374メートルあり、当時オーストリアで最も高い建造物だった。一方、ザルツブルクでも出力は劣るものの、1952年に新しい送信機を建てた。

## 番組
RWRの番組はソビエトの影響下にあるRAVAG放送協会と、傘下のラジオ局であるラジオ・ウィーンへの対抗策として、オーストリア国民に親米的な印象を与えることを目的としていた。「アメリカはオーストリアを呼ぶ」や「わたしたちは考えることを学ぶ」などの象徴的な番組のほか、1951年からはイエルク・マウテなどの若い知識人によって書かれ、1955年にオーストリアのラジオ局に引き継がれて1959年まで放送された「よちよち歩きの男」や、インゲボルク・バッハマンやペーター・ヴァイザーによって書かれ、1953年まで放送された「ラジオ・ファミリー」などがある。
その後、エンターテインメントのプログラムで聴取者に影響を与える試みがなされた。たとえば「言葉と音楽のアメリカ」や「アメリカの声」がそれである。しかし、オーストリア国民はしだいに懐疑的になり、Maxi Böhm の「大いなる好機」や、Louise Martini の「メロディーとリズム」Carl Merz、Helmut Qualtinger 、Gerhard Bronner などによるカバレー番組だけが聴取者の人気を得た。ほかにRWRに出演した芸術家には、Hans Weigel、Alfred Böhm、Peter Alexander、Fritz Eckhardt、Hugo Wiener、Friedrich Torberg、Günther Schifterなどがいた。放送局の最後のハイライトはおそらく1954年から1955年にかけて放送された、カール・ファルカスとマーセル・プラヴィによる年越し番組であろう。

## 終焉
1955年7月27日の22時15分をもって、最後まで残っていたウィーンのRWR放送局のプログラムが終了した。ザルツブルクとリンツの放送局はすでに1954年3月7日に放送を終了していた。実業家のマンフレート・モートナー・マルコフ・シニアは放送局を商業目的に使用したいと考えていた。しかし、民放局は当時オーストリア連邦政府の認可を受けておらず、最終的にRWRはオーストリア放送協会に引き継がれた。
現在、RWRの大規模な放送テープのコレクションはオーストリアのメディア・ライブラリーに収蔵されている。これらは、放送とラジオの再生パートとプログラムの断片を含むオリジナルのテープだが、放送全体はほとんど保存されていない。ほかにはオーケストラのコンサート録音が含まれる。

## その他の有名な番組

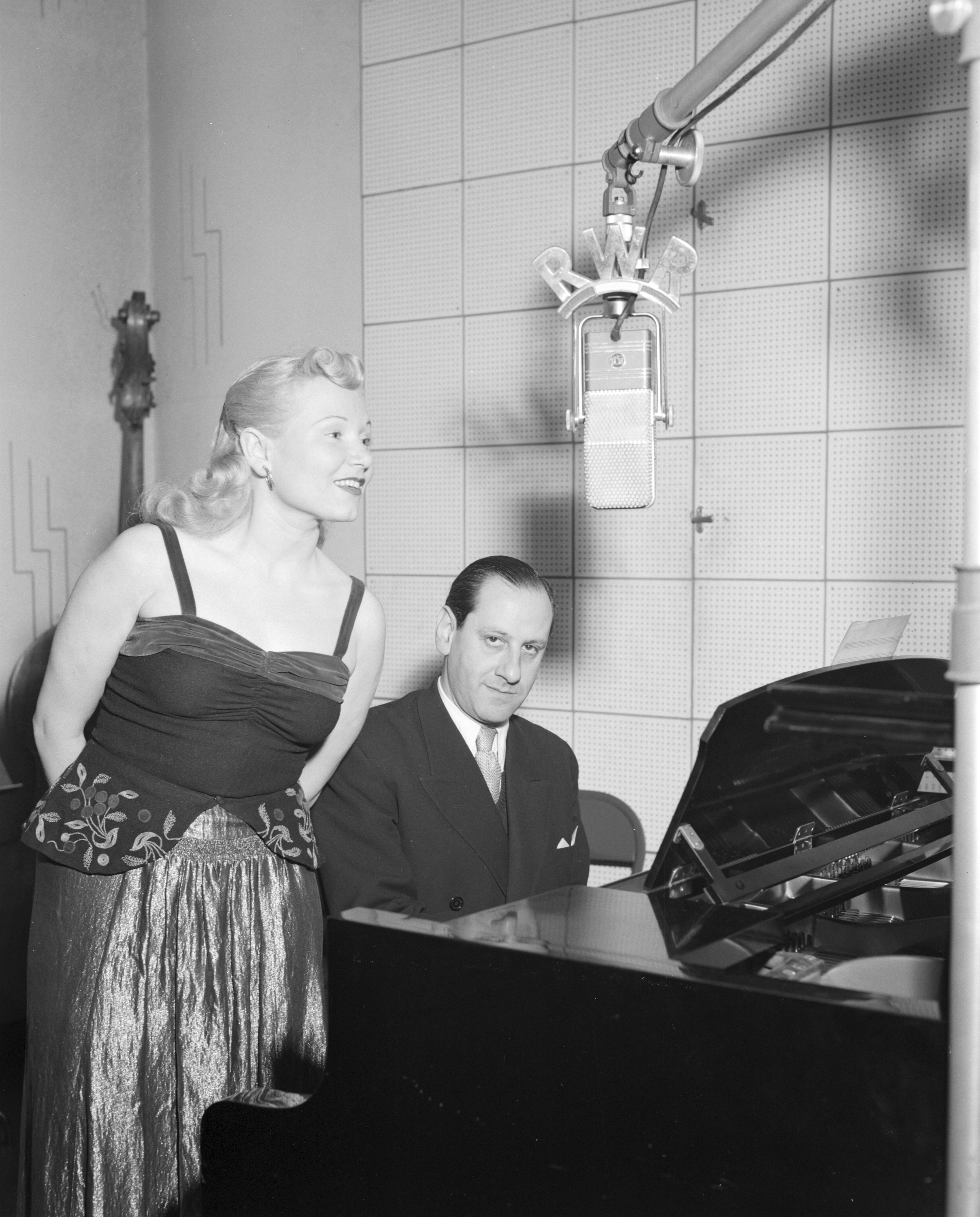
シシー・クラナーとフーゴ・ヴィーナー

- Vergnügt um elf 「10時の楽しみ」（ショー番組）
- Sport und Musik「スポーツと音楽」（出演：Heribert Meisel）
- Das Sandmännchen oder Der kleine Sandmann 「小さな砂男」（小さい子供たちへの寝物語）
- Disc-Jockey made in Austria 「オーストリアのディスクジョッキー」
- XY weiß alles 「XYは何でも知っている」（人気Q&A番組）
- Für den Gartenfreund「庭の友のために」（Anton Eipeldauerによる園芸講座）
- Schöne Stimmen, schöne Weisen 「美しい声、美しい旋律」（音楽番組）
- Schulfunk 「学校ラジオ」
- Kinderstunde 「こどもレッスン」（出演：Polly Kügler-Leistner）
- Ernst und heiter 「真面目で明るく」（文学プログラム）
- Die Radiofamilie 「ラジオ・ファミリー」（フロニアーニ家を舞台とした連続ラジオドラマ。物語の設定は後のテレビシリーズ "Familie Leitner" に引き継がれた。）

## 文献
- Ilse Stohl: Rundfunk in Salzburg 1945 bis 1954. Der Sender Rot-Weiss-Rot in Salzburg während der amerikanischen Besatzungszeit. Salzburg 1988 (Salzburg, Univ., Diss., 1988).
- Manuela Aichinger: Rot-Weiß-Rot Linz und das Rundfunkwesen in Oberösterreich 1954 bis 1957/58. Salzburg 1992 (Salzburg, Univ., Diss., 1992).